# (36646) 2000 QZ191
2000 QZ191 (asteroide 36646) é um asteroide da cintura principal. Possui uma excentricidade de 0.08333140 e uma inclinação de 9.17089º.
Este asteroide foi descoberto no dia 26 de agosto de 2000 por LINEAR em Socorro.